# Lijst van Formule E-coureurs
De volgende coureurs hebben ten minste één start in de Formule E gemaakt sinds 2014. Van de actieve coureurs (seizoen 2024-2025) zijn de namen vet afgedrukt.
De lijst is bijgewerkt tot 13 juli 2025.

## A
- Daniel Abt
- Jaime Alguersuari
- Jérôme d'Ambrosio
- Marco Andretti
- Paul Aron
- Oliver Askew

## B
- Taylor Barnard
- David Beckmann
- Nathanaël Berthon
- Sam Bird
- Tom Blomqvist
- Matthew Brabham
- Sébastien Buemi - Kampioen 2015-2016

## C
- James Calado
- Sérgio Sette Câmara
- Adam Carroll
- Nick Cassidy
- Michela Cerruti
- Karun Chandhok
- Caio Collet
- Mike Conway
- António Félix da Costa - Kampioen 2019-2020

## D
- Jehan Daruvala
- Jake Dennis - Wereldkampioen 2022-2023
- Tom Dillmann
- Felipe Drugovich
- Salvador Durán
- Loïc Duval

## E
- Maro Engel
- Joel Eriksson
- Mitch Evans

## F
- Sacha Fenestraz
- Luca Filippi
- Alex Fontana
- Robin Frijns

## G
- Antonio García
- Pierre Gasly
- Antonio Giovinazzi
- Lucas di Grassi - Kampioen 2016-2017
- Maximilian Günther
- Esteban Gutiérrez

## H
- Brendon Hartley
- Nick Heidfeld
- Jake Hughes

## J
- Neel Jani

## K
- Jordan King
- Kamui Kobayashi

## L
- Katherine Legge
- Fabio Leimer
- Kelvin van der Linde
- Vitantonio Liuzzi
- José María López
- André Lotterer
- Alex Lynn

## M
- Ma Qing Hua
- Zane Maloney
- Felipe Massa
- Roberto Merhi
- Franck Montagny
- Edoardo Mortara
- Nico Müller

## N
- Felipe Nasr
- Norman Nato

## P
- Gary Paffett
- Charles Pic
- Nelson Piquet jr. - Kampioen 2014-2015
- Nicolas Prost

## R
- René Rast
- Felix Rosenqvist
- Oliver Rowland - Wereldkampioen 2024-2025

## S
- Stéphane Sarrazin
- Takuma Sato
- Bruno Senna
- Oriol Servià
- Simona De Silvestro
- Alexander Sims
- Scott Speed

## T
- Dan Ticktum
- Jarno Trulli
- Ho-Pin Tung
- Oliver Turvey

## V
- Stoffel Vandoorne - Wereldkampioen 2021-2022
- Jean-Éric Vergne - Kampioen 2017-2018, 2018-2019
- Jacques Villeneuve
- Nyck de Vries - Wereldkampioen 2020-2021

## W
- Pascal Wehrlein - Wereldkampioen 2023-2024
- Justin Wilson

## Y
- Sakon Yamamoto